# V2 Records
V2 Records – niezależna brytyjska wytwórnia płytowa, założona w 1996 roku przez Richarda Bransona, należąca obecnie (2021) do PIAS Cooperative, z siedzibą w Londynie.

## Historia
Wytwórnię płytową V2 Records założył przedsiębiorca Richard Branson, założyciel Virgin Records (1970), którą w 1992 roku sprzedał koncernowi EMI. Założenie nowej wytwórni miało na celu wykorzystanie popularności brytyjskiej muzyki pop poprzez podpisywanie kontraktów głównie z młodymi brytyjskimi zespołami i lansowanie młodych talentów. W 1997 roku Branson założył V2 Benelux jako część grupy V2 International z oddziałami w USA, Wielkiej Brytanii, Skandynawii, Niemczech, Francji, Włoszech i krajach Beneluksu. V2 stała się jedną z najbardziej dynamicznych niezależnych wytwórni w Europie, V2 skupiając pod swoimi skrzydłami artystów sprzedających miliony egzemplarzy płyt, takich jak: Stereophonics, Paul Weller, Anaïs, Isabelle Boulay i Henri Salvador. Ponadto jest właścicielem i operatorem Co-Operative Music, swojej wewnętrznej organizacji licencyjnej, która obejmuje takie niezależne wytwórnie jak Bella Union, City Slang i Wichita Recordings. 10 sierpnia 2007 roku Universal Music Group ogłosił zamiar przejęcia V2 Music Group, Ltd., w skład której wchodzi V2 Records.

V2 jest uznawana za pioniera w muzyce niezależnej z różnorodną listą artystów, która obejmuje wiele gatunków muzycznych. Jako tacy artyści V2 będą uzupełnieniem naszego obecnego biznesu. Wykorzystując nasze doświadczenie w rozwoju artystów oraz w przestrzeni cyfrowej, będziemy w stanie zmaksymalizować i zwiększyć możliwości artystów V2.

W 2010 roku V2 Records Benelux nawiązała współpracę z wytwórnią płyt winylowych Music On Vinyl, będącej wspólnym przedsięwzięciem Record Industry i Bertus Distribution, którzy są również udziałowcami V2. Umowa dotyczyła części wydań międzynarodowych, a pierwszym wydawnictwem V2, które pojawiło się za pośrednictwem Music On Vinyl był album Nothing’s Impossible Solomona Burke’a. Album ukazał się w Europie 31 stycznia następnego roku. Music On Vinyl w 2009 roku nawiązała również współpracę z Sony Music Entertainment Netherlands. Record Industry tłoczy płyty dla Sony, a Bertus zajmuje się europejską sprzedażą i dystrybucją.
W 2013 roku PIAS Label Group wykupił z rąk Universal Music Group Co-Operative Music wraz z wytwórnią V2 Records. Pracownicy Co-Operative Music zostali przeniesieni do londyńskiego biura PIAS.
1 lipca 2020 roku zarząd V2 Records postanowił, w związku z niepewną sytuacją w branży rozrywkowej, powiększyć swój zespół o szereg stanowisk stawiając na rozwój, zarówno lokalny, jak i międzynarodowy:
- stanowisko Head of Marketing and Promo (szefa ds. marketingu i promocji) objął Alfred van Luttikhuizen (poprzednio w wytwórni Caroline Benelux, współpracującej z V2),
- stanowisko International i Produkt Managera objął Max Beekman mając za zadanie koordynację międzynarodowych działań wytwórni,
- funkcję Head of Digital (szefa marketingu cyfrowego) powierzono Marien Huijssoon,
- stanowisko Streaming & Content Managera objął Sem Janssen[7].

## Artyści (wybór)
Lista według Discogs:

- Afu-Ra
- Alice Temple
- Alkaline Trio
- Anaïs
- Ane Brun
- Antique
- Billy Crawford
- Blessid Union Of Souls
- Bloc Party
- Blood Red Shoes
- Brendan Benson
- Cansei de Ser Sexy
- Cold War Kids
- Deborah Dyer
- dEUS
- Doe Maar
- Elbow
- Eskobar
- Gang of Four
- Gökhan Kırdar
- Grandaddy
- Henri Salvador
- Ian Pooley
- Interpol
- Isabelle Boulay
- Josh Ritter
- Jungle Brothers
- Katy Rose
- Kirsty MacColl
- Mark Lanegan
- Mercury Rev
- Michael Hutchence
- Moby
- Nitin Sawhney
- Paul Oakenfold
- Paul Weller
- Pete Tong
- pre)Thing
- Rowwen Hèze
- Stereophonics
- Soulsavers
- Sugarcult
- The Black Keys
- The Black Crowes
- The Crystal Method
- The Greenhornes
- The High Llamas
- The Icarus Line
- The Jazzmasters
- The Raconteurs
- The White Stripes
- Tom Jones
- Underworld